# Exel Industries
Pour les articles homonymes, voir EXEL (homonymie).
 (mars 2021).
Si vous disposez d'ouvrages ou d'articles de référence ou si vous connaissez des sites web de qualité traitant du thème abordé ici, merci de compléter l'article en donnant les références utiles à sa vérifiabilité et en les liant à la section « Notes et références ».
EXEL Industries est une entreprise française, spécialisée dans la pulvérisation pour l’agriculture et l’industrie, ainsi que sur les marchés de l’arrosage grand public et des arracheuses de betteraves.
Elle est cotée à la Bourse de Paris.

## Historique
1946 Vincent BALLU invente, met au point et construit lui-même le premier « tracteur enjambeur » pour vignes étroites.
1952 Vincent BALLU crée la société familiale TECNOMA.
1980 Patrick BALLU succède à son père. La société réalise près de 12 M€ de chiffre d’affaires.
1986. La société familiale fait l’acquisition des sociétés de pulvérisation agricole CARUELLE et NICOLAS.
1987 Acquisition du leader français des pulvérisateurs agricoles et de jardin BERTHOUD avec ses filiales SEGUIP, THOMAS et PERRAS. La société familiale se renomme EXEL pour devenir un groupe multi-marque dans la pulvérisation agricole et grand public.
1990 Reprise de PRÉCICULTURE, leader français des automoteurs de pulvérisation et de tracteurs enjambeurs.
1996 Après l’agriculture et le grand public, le groupe EXEL Industries se diversifie dans l’industrie avec le rachat de KREMLIN, société internationale de pulvérisation de peinture.
1997 Introduction à la bourse de Paris d’EXEL Industries, qui réalise alors 150 M€ de chiffre d’affaires dont 75% en France et 25% à l’étranger.
2001 Acquisition de SAMES, et de MATROT
2007 Acquisition du groupe danois HARDI et de MOREAU.
2011 En avril, Patrick BALLU passe le relais à son fils Guerric BALLU à la direction générale du groupe EXEL Industries qui avait réalisé un chiffre d’affaires de 384M€ sur le dernier exercice clos dont 50% en France et 50% à l’étranger.
2012 Acquisition d’AGRIFAC et Hozelock,
2013 Acquisition du groupe allemand HOLMER, EXEL Industries devient leader mondial sur le marché des arracheuses de betteraves.
2016 Acquisition du groupe ET Works (USA) spécialisée dans la pulvérisation agricole. Fusion de KREMLIN REXSON et SAMES Technologies pour devenir SAMES KREMLIN.
2017 Fusion de MATROT Équipements et d’HARDI EVRARD pour former Groupe HARDI France.
2019 Création d'EXXACT Robotics. Remplacement de Guerric Ballu par Yves Belegaud, 1ᵉʳ directeur général externe à la famille Ballu.

## Actionnaires
| Nom                                                   | Actions   | %      |
| Ballu Family                                          | 5 167 205 | 76,1 % |
| Lazard Frères Gestion SAS                             | 310 246   | 4,57 % |
| Amiral Gestion SA                                     | 169 698   | 2,50 % |
| Financière de l'Échiquier SA                          | 111 329   | 1,64 % |
| Capricorn Venture Partners NV (Investment Management) | 85 521    | 1,26 % |
| BFT Investment Managers SA                            | 74 000    | 1,09 % |
| Amundi Asset Management SA (Investment Management)    | 73 361    | 1,08 % |
| Amplegest SAS                                         | 47 492    | 0,70 % |
| KBC Asset Management NV                               | 38 612    | 0,57 % |
| Equigest SA                                           | 38 450    | 0,57 % |

Mise à jour février 2019.

## Implantations
- 39 sites en Europe
- 13 sites en Amérique
- 11 sites en Asie, Afrique et Océanie